# Willi Beer
Willi Beer (* 2. Juli 1918 in Hirschberg; † 18. September 1982 in Potsdam) war ein deutscher Funktionär der DDR-Blockpartei DBD. Er war Vorsitzender des DBD-Bezirksverbandes Potsdam.

## Leben
Beer wuchs als Halbwaise auf, da sein Vater Albrecht noch 1918 im Ersten Weltkrieg fiel. Nach der Volk- und Aufbauschule, die er von 1924 bis 1932 im niederschlesischen Hirschberg besuchte, absolvierte er von 1932 bis 1936 eine Zimmermannslehre beim Hirschberger Baugeschäft Karl Engelmann. Parallel dazu trat er mit 12 Jahren in einen Arbeiter-Mandolinen-Klub ein, spielte später auch in einer Schalmeienkapelle. Mit dem Eintritt in diesen Klub verband sich auch die Mitgliedschaft im Jung-Spartakus-Bund und 1932 mit 14 Jahren der Eintritt in den KJVD. Im Zuge des Verbotes sämtlicher kommunistischer Organisationen nach der Machtergreifung der Nationalsozialisten im Frühjahr 1933 wurde der Hirschberger Spielmannszug von der HJ übernommen und Beer zunächst sein Hobby genommen.
Da er aber Berufsmusiker werden wollte, trat Beer 1936 freiwillig in den RAD-Musikzug 103 ein und diente dort bis zum Oktober 1940 zuletzt im Range eines Truppführers. Anschließend diente er zunächst bis 1943 als Musiker in der Fahrerersatzabteilung 8 der 158. Infanteriedivision. Danach wurde er in die Artillerie-Ersatzabteilung 28 versetzt und wurde am 1. September 1943 bei Poltawa schwer verwundet. Bei Kriegsende geriet Beer im Range eines Unteroffiziers in sowjetische Kriegsgefangenschaft. In dieser durchlief er die Kriegsgefangenenlager Charkow (Nr. 415), Rogan (Nr. 415/1), Krasnogorsk und Noginsk. Bereits in Charkow war Beer Mitarbeiter im marxistischen Zirkel und Mitglied des Lagerkomitees. Von Juli bis Dezember 1946 gehörte er zum Aufbaustab der Antifa-Schule in Krasnogorsk. Anschließend besuchte er von Januar bis August 1947 die Antifa-Schule 40a in Noginsk. Diese Schulung war letztendlich die Vorbereitung auf seine Rückkehr nach Deutschland.
Im Herbst 1947 betrat Beer wieder deutschen Boden und ging nach Gera, wo seine Frau inzwischen lebte. Als Absolvent einer Antifa-Schule erhielt er zum 1. Dezember 1947 eine Anstellung als Instrukteur für das Bodenreformprogramm bei der Kreisbodenkommission des Landkreises Gera. Gleichzeitig war damit der Eintritt in die SED verbunden. Diese erste Tätigkeit nach dem Kriege sollte Beers weiteren Berufsweg nachhaltig beeinflussen. Nachdem die Bodenreform 1948 weitestgehend abgeschlossen war, wechselte Beer zum 1. September 1948 in die damals einflussreiche VdgB als hauptamtlicher Kreisbauernsekretär des Kreisverbandes Gera. Im Oktober 1949 wechselte er von der SED planmäßig in die 1948 von der SED initiierte DBD. Ein halbes Jahr später wurde Beer im März 1950 zum Landesgeschäftsführer der DBD in Thüringen berufen, er wechselte daraufhin nach Erfurt. Damit war auch für kurze Zeit als kooptierter Beauftragter der DBD die Mitgliedschaft im Thüringer Landtag verbunden. Mitte Juni 1950 wurde Beer allerdings nach Brandenburg delegiert, wo er in Potsdam bis zur Auflösung der Länder der DDR im Juli 1952 als Abteilungsleiter des VdgB-Landesverbandes Brandenburg tätig war.
Mit der Aufteilung der DDR in Bezirke und dem Aufbau der entsprechenden Verwaltungsorgane entstand auch ein entsprechender Kaderbedarf. Beer wechselte in den neugegründeten Rat des Bezirkes Potsdam, wo er bis 1960 als Stellvertreter des Vorsitzenden für den Bereich Landwirtschaft zuständig war. Während dieser Zeit absolvierte er 1954/55 einen Lehrgang an der ASR Walter Ulbricht und 1958/59 an einer Schule des ZK der SED in Schwerin einen Lehrgang. 1960 wechselte Beer hauptamtlich in den DBD-Bezirksvorstand Potsdam, wo er zunächst als Organisationssekretär, ab 1962 als Sekretär für Schulung und Agrarpropaganda tätig war. 1966 wurde Beer zum Stellvertreter des Vorsitzenden des Bezirksvorstandes Potsdam der DBD gewählt, faktisch führte er aber in Vertretung des Vorsitzenden Herbert Hoffmann den Bezirksvorstand. Dementsprechend gehörte er von 1968 bis 1972 dem Parteivorstand der DBD als Mitglied an und fungierte schließlich von September 1970 bis zum 8. April 1972 als Vorsitzender des DBD-Bezirksvorstandes Potsdam. Zu seiner Ablösung kam es offensichtlich wegen einer Auseinandersetzung mit dem DBD-Vorsitzenden Ernst Goldenbaum. Daraufhin wurde Beer im Mai 1972 als Direktor für tierische Produktion, Kooperation und Aufkauf im 1972 neugegründeten Kombinat Geflügelwirtschaft Potsdam eingestellt. Im Dezember 1977 wurde er invalidisiert. Beer war auch Abgeordneter des Bezirkstages Potsdam und Vorsitzender der Ständigen Kommission „Verkehr, Nachrichtenwesen und Energie“ des Bezirkstages.

## Auszeichnungen
- 1968 Vaterländischer Verdienstorden in Bronze und 1978 in Silber